# Список песен Айны Вильберг

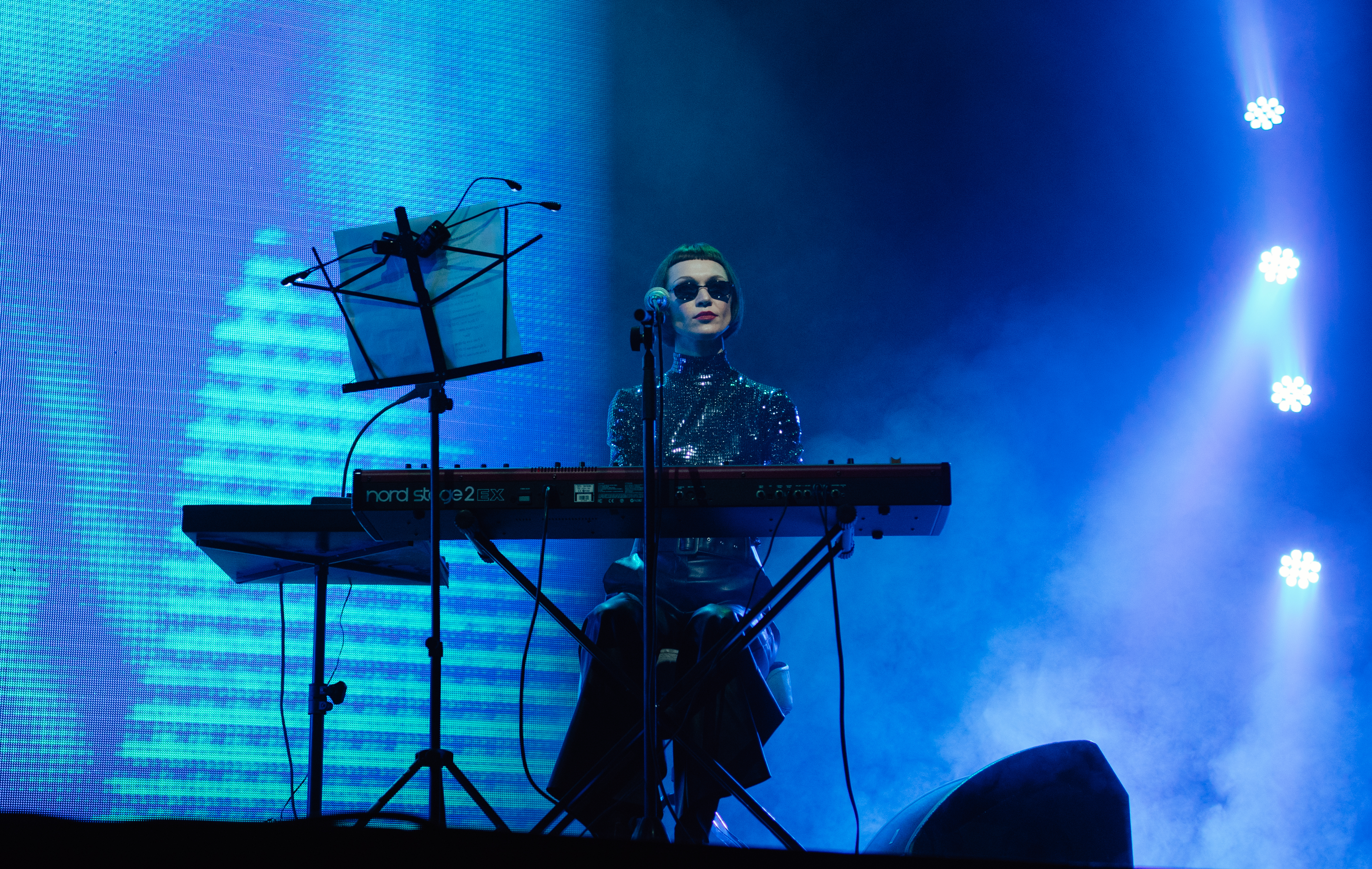
Выступление Айны Вильберг в концертном зале «Bel Etage Music Hall» 5 января 2021 года в Киеве.

За свою карьеру украинская певица Айна Вильберг записала более ста пятидесяти песен, включая композиции из пяти студийных альбомов, двух мини-альбомов, одного альбома демозаписей, одного альбома презентованном на сольном концерте в Киеве, и кавер-версии песен других исполнителей. Также певица написала более тридцати песен для других исполнителей.
С 2000 по 2004 годы, Айна Вильберг, являлась солисткой организованной ею группы «Bazza-R», где выступала в качестве основной вокалистки и автором песен. За время существования коллектива было выпущено семь песен. С 2004 года стала участницей альтернативной группы «Etwas Unders». В середине 2006 года коллектив приступил к записи дебютного студийного альбома с одноимённым названием, включившим в себя двенадцать песен, среди них десять песен были написаны самой певицей. Данный релиз не поступил в продажу — музыканты решили распространять его бесплатно через Интернет. В этом же году Айна приняла решение покинуть коллектив, решив концептуально изменить творческое направление.
С 2007 года певица начала сольную карьеру под сценическим псевдонимом Satory Seine. Первая композиция «Sparkle Of Truth» была записана в соавторстве с DJ Kex. В марте 2009 года выходит альбом Пальне, записанный совместно с гитаристом группы «ТОЛ» Сергеем Любинским. Релиз включает в себя двенадцать композиций, шесть инструментальных и шесть с вокалом певицы. В июне 2011 года состоялся релиз дебютного студийного сольного альбома — Day, состоявшего из двенадцати песен, написанных исполнительницей и Михаилом Малым. Далее последовал одноимённый альбом исключительно студийного проекта «Core Yatis», при участии Александра Шульги. Премьера состоялась 19 июля 2013 года.
В 2015 году Айна Вильберг совместно с Никитой Будашем, создают электронный проект «AINA». В июне выходит мини-альбом Portal, в который вошли пять композиций на русском языке. В феврале 2016 года на аудио-хостинге «SoundCloud» состоялась премьера альбома демозаписей Шесть жизней назад. Следующим релизом был мини-альбом Суша, вышедший в апреле 2017 года и состоящий из четырёх песен. После этого релиза дуэт распался и певица продолжила выступать под псевдонимом AINA. 14 сентября 2019 года, в Киеве, рамках эксклюзивного акустического концерта певицы состоялась презентация Цветочного альбома, состоящего из одиннадцати композиций. 19 апреля 2021 года состоялась премьера альбома Колокольчик.

## Список песен
В основной список не включены:
- стихи, не являющиеся песнями;
- песни, написанные Айной Вильберг для других исполнителей и никогда ею не исполнявшиеся;
- ремиксы, дубли и различные варианты одной и той же песни.

Синглы выделены жёлтым цветом. Студийные альбомы выделены синим цветом. Мини-альбомы выделены оранжевым цветом. Демоальбомы выделены голубым цветом. Инструментальные композиции выделены розовым цветом
| Песня | Год  | Релиз              | Автор(ы)                       | П             |
| --- | ---- | ------------------ | ------------------------------ | ------------- |
| «2PM» | 2015 | —                  | Айна Вильберг                  | [ 11 ]        |
| «Алиса» | 2017 | —                  | Айна Вильберг                  | [ 12 ]        |
| «Андрей» | 2021 | Колокольчик        | Айна Вильберг                  | [ 10 ]        |
| «Андромеда и стекло»                                                                                            | 2018 | —                  | Айна Вильберг Олег Пашковский  | [ 13 ]        |
| «Белые лилии»                                                                                                   | 2017 | Цветочный альбом   | Айна Вильберг Alexey Drizzit   | [ 14 ] [ 9 ]  |
| «Валентинки» | 2015 | Шесть жизней назад | Айна Вильберг                  | [ 7 ]         |
| «Васильки» | 2015 | Шесть жизней назад | Айна Вильберг                  | [ 7 ]         |
| «Вероятность»                                                                                                   | 2015 | Шесть жизней назад | Айна Вильберг                  | [ 7 ]         |
| «Вільні люди» (при участии Вэла Йохансона)                                                                      | 2019 | —                  | Айна Вильберг Vel Johansson    | [ 15 ]        |
| «Де ти є» (при участии Евгения Синчукова, Маргариты Мелешко, Ольги Гарбузюк, Марии Николенко и Ирины Дорошенко) | 2016 | —                  | Марк Манчина Роман Киселёв     | [ 16 ]        |
| «Дикая» | 2021 | Колокольчик        | Айна Вильберг                  | [ 10 ]        |
| «Дьявольский цветок»                                                                                            | 2019 | Цветочный альбом   | Айна Вильберг                  | [ 9 ]         |
| «Женщина. Мужчина. Хам.»                                                                                        | 2015 | Portal             | Айна Вильберг Никита Будаш     | [ 6 ]         |
| «Зверобой» | 2016 | —                  | Айна Вильберг Никита Будаш     | [ 17 ]        |
| «Звёзды» | 2021 | Колокольчик        | Айна Вильберг                  | [ 10 ]        |
| «Земля» | 2017 | Суша               | Айна Вильберг Никита Будаш     | [ 8 ]         |
| «Калейдоскопы»                                                                                                  | 2015 | Portal             | Айна Вильберг Никита Будаш     | [ 6 ]         |
| «Качели» | 2020 | —                  | Айна Вильберг                  | [ 18 ]        |
| «Китобой» | 2021 | Колокольчик        | Айна Вильберг                  | [ 10 ]        |
| «Колискова» | 2018 | —                  | Айна Вильберг                  | [ 19 ]        |
| «Колокольчик»                                                                                                   | 2021 | Колокольчик        | Айна Вильберг                  | [ 10 ]        |
| «Королева орхидей»                                                                                              | 2019 | Цветочный альбом   | Айна Вильберг                  | [ 9 ]         |
| «Косички» | 2021 | Колокольчик        | Айна Вильберг                  | [ 10 ]        |
| «Космическая роза»                                                                                              | 2019 | Цветочный альбом   | Айна Вильберг                  | [ 9 ]         |
| «Ландыши» | 2016 | Цветочный альбом   | Айна Вильберг Alexey Drizzit   | [ 20 ] [ 9 ]  |
| «Лучше, чем вчера» (при участии Оксаны Гарнык)                                                                  | 2017 | —                  | Айна Вильберг Оксана Гарнык    | [ 21 ]        |
| «Мама говорила» (при участии ЛУНЫ)                                                                              | 2017 | —                  | Айна Вильберг                  | [ 22 ]        |
| «Мой свет» | 2015 | Portal             | Айна Вильберг Никита Будаш     | [ 6 ]         |
| «Наречена» (при участии Александра Юпатова)                                                                     | 2017 | —                  | Айна Вильберг                  | [ 23 ] [ 24 ] |
| «Незабудки» | 2019 | Цветочный альбом   | Айна Вильберг                  | [ 9 ]         |
| «Одуванчики» | 2017 | Цветочный альбом   | Айна Вильберг Alexey Drizzit   | [ 9 ]         |
| «Подорожники»                                                                                                   | 2019 | Цветочный альбом   | Айна Вильберг                  | [ 9 ]         |
| «Полуночники»                                                                                                   | 2021 | Колокольчик        | Айна Вильберг                  | [ 10 ]        |
| «Портал» | 2015 | Portal             | Айна Вильберг Никита Будаш     | [ 6 ]         |
| «Пригадай» | 2017 | —                  | Айна Вильберг Лиза Готфрик     | [ 25 ]        |
| «Призрак кошки»                                                                                                 | 2021 | Колокольчик        | Айна Вильберг                  | [ 10 ]        |
| «Разоблачение»                                                                                                  | 2015 | Шесть жизней назад | Айна Вильберг                  | [ 7 ]         |
| «Ртуть» | 2017 | Суша               | Айна Вильберг Никита Будаш     | [ 8 ]         |
| «Самая» | 2021 | Колокольчик        | Айна Вильберг                  | [ 10 ]        |
| «Свята Марія»                                                                                                   | 2018 | —                  | Айна Вильберг                  | [ 26 ]        |
| «Седые ветра»                                                                                                   | 2015 | Шесть жизней назад | Айна Вильберг                  | [ 7 ]         |
| «Слёзы дельфина»                                                                                                | 2021 | Колокольчик        | Айна Вильберг                  | [ 10 ]        |
| «Снова в путь»                                                                                                  | 2017 | Суша               | Айна Вильберг Никита Будаш     | [ 8 ]         |
| «Суша» | 2017 | Суша               | Айна Вильберг Никита Будаш     | [ 8 ]         |
| «Три капельки яда»                                                                                              | 2015 | Шесть жизней назад | Айна Вильберг                  | [ 7 ]         |
| «У меня была мечта»                                                                                             | 2017 | —                  | Айна Вильберг                  | [ 27 ]        |
| «Фиалка» | 2019 | Цветочный альбом   | Айна Вильберг                  | [ 9 ]         |
| «Фрики» | 2021 | Колокольчик        | Айна Вильберг                  | [ 10 ]        |
| «Хай буде добре всім»                                                                                           | 2018 | —                  | Айна Вильберг                  | [ 28 ]        |
| «Холода» (при участии RAJA)                                                                                     | 2020 | —                  | Роман Гацкан Никита Богданов   | [ 29 ]        |
| «Хризантемы» | 2019 | Цветочный альбом   | Айна Вильберг                  | [ 9 ]         |
| «Чёрный бит» | 2018 | —                  | Айна Вильберг Alexey Drizzit   | [ 30 ]        |
| «Ядовитый пион» (при участии Wodo)                                                                              | 2017 | Цветочный альбом   | Айна Вильберг Юрий Водолажский | [ 9 ]         |
| «Я рыба» | 2015 | Portal             | Айна Вильберг Никита Будаш     | [ 6 ]         |
| «Alien world»                                                                                                   | 2020 | —                  | Айна Вильберг                  | [ 31 ]        |
| «Dancing Love» (при участии Jezusman)                                                                           | 2021 | —                  | Игорь Громадский               | [ 32 ]        |
| «Eika» (при участии Алисы Гуровой)                                                                              | 2018 | —                  | Айна Вильберг Юрий Водолажский | [ 33 ]        |
| «Mermaid» | 2019 | —                  | Алиса Гурова Alexey Drizzit    | [ 34 ]        |
| «Monster» (при участии Zugzwang)                                                                                | 2020 | —                  | Айна Вильберг                  | [ 35 ]        |
| «Penno» | 2015 | —                  | Айна Вильберг                  | [ 11 ]        |
| «Pink water» | 2020 | —                  | Айна Вильберг                  | [ 36 ]        |
| «Sexy Boy» | 2020 | —                  | Айна Вильберг                  | [ 37 ]        |
| «Virgin dance»                                                                                                  | 2020 | —                  | Айна Вильберг                  | [ 38 ]        |

### Кавер-версии
В 2009 году под псевдонимом Satory Seine певица записала кавер-версию песни «Happy New Year!» шведской группы ABBA, написанную Бенни Андерссоном и выпущенную в оригинальном исполнении в 1980 году. 29 марта 2017 года состоялся релиз альбома каверов «Re-инструкция», состоящий из семи песен авторства Романа Неумоева (одной в соавторстве с Юрием Крыловым) и включивший записанную Вильберг кавер-версию песни «Родина-Смерть» (принадлежащую к творчеству советской и российской рок-группы Инструкция по выживанию).
Сборники выделены зелёным цветом.
| Песня             | Год  | Релиз         | Автор(ы)        | Ориг.                   | П      |
| ----------------- | ---- | ------------- | --------------- | ----------------------- | ------ |
| «Happy New Year!» | 2009 | —             | Бенни Андерссон | ABBA                    | [ 39 ] |
| «Родина»          | 2017 | Re-инструкция | Роман Неумоев   | Инструкция по выживанию | [ 40 ] |

### Незавершенные песни
В список включены песни, над которыми Вильберг работала и репетировала, но которые так и не были исполнены на сцене или записаны в студии. Также включены песни, исполнявшиеся в узком кругу.
Зелёным отмечены песни, записи которых на сегодняшний день считаются утерянными или не сохранились.
| Песня                                           | Год  | Релиз | Автор(ы)                                   | П      |
| ----------------------------------------------- | ---- | ----- | ------------------------------------------ | ------ |
| «Акварель»                                      | 2016 | —     | Айна Вильберг                              | [ 41 ] |
| «Воздух»                                        | 2015 | —     | Айна Вильберг                              | [ 42 ] |
| «Время»                                         | 2016 | —     | Айна Вильберг                              | [ 43 ] |
| «Жить, любить и верить»                         | 2016 | —     | Айна Вильберг                              | [ 44 ] |
| «Заново»                                        | 2016 | —     | Айна Вильберг                              | [ 45 ] |
| «За океаны и моря»                              | 2009 | —     | Айна Вильберг                              | [ 46 ] |
| «Игра»                                          | 2015 | —     | Айна Вильберг                              | [ 47 ] |
| «Испорченная девочка»                           | 2018 | —     | Айна Вильберг                              | [ 48 ] |
| «Кит и Косатка»                                 | 2021 | —     | Айна Вильберг Каролина Музыченко           | [ 49 ] |
| «Лунатик»                                       | 2017 | —     | Айна Вильберг                              | [ 50 ] |
| «Мальчик, не робей» (при участии Даши Ростовой) | 2013 | —     | Айна Вильберг                              | [ 51 ] |
| «Моё добро тебя убило»                          | 2018 | —     | Айна Вильберг                              | [ 52 ] |
| «Наша с тобой война» (при участии Анны Йовович) | 2017 | —     | Айна Вильберг Анна Йовович                 | [ 53 ] |
| «На прощанье»                                   | 2008 | —     | Айна Вильберг                              | [ 54 ] |
| «Настоящий-Ом» (при участии Alter Jego)         | 2017 | —     | Айна Вильберг Анна Йовович                 | [ 55 ] |
| «Система»                                       | 2016 | —     | Айна Вильберг                              | [ 56 ] |
| «Спасибо»                                       | 2016 | —     | Айна Вильберг                              | [ 57 ] |
| «Справедливый»                                  | 2016 | —     | Айна Вильберг                              | [ 58 ] |
| «Старый табак»                                  | 2019 | —     | Айна Вильберг                              | [ 59 ] |
| «Хрустальная»                                   | 2016 | —     | Айна Вильберг                              | [ 60 ] |
| «Человек»                                       | 2018 | —     | Айна Вильберг                              | [ 48 ] |
| «Чёрный список января»                          | 2015 | —     | Айна Вильберг                              | [ 61 ] |
| «Respondiste»                                   | 2021 | —     | Айна Вильберг Юлия Чуть Каролина Музыченко | [ 62 ] |
| «The moon»                                      | 2019 | —     | Айна Вильберг                              | [ 63 ] |

## Песни, записанные в проектах

### Satory Seine
Сценический псевдоним Айны Вильберг, под которым она выступала с 2007 по 2012 годы.
Синглы выделены жёлтым цветом. Студийные альбомы выделены синим цветом. Зелёным отмечены песни, записи которых на сегодняшний день считаются утерянными или не сохранились.
| Содержание                                                      |
| --------------------------------------------------------------- |
| 0—9 · М · A · B · C · D · G · I · K · L · M · N · O · S · V · W |

| Песня                  | Год  | Релиз | Автор(ы)                                               | П                  |
| ---------------------- | ---- | ----- | ------------------------------------------------------ | ------------------ |
| «24.iyul»              | 2011 | Day   | Satory Seine Михаил Малый                              | [ 4 ]              |
| «Мой друг»             | 2007 | —     | Satory Seine                                           | [ 2 ]              |
| «Addiction»            | 2007 | Day   | Satory Seine Михаил Малый Treat Brothers Drive Dealers | [ 2 ] [ 4 ] [ 64 ] |
| «April»                | 2008 | Day   | Satory Seine Михаил Малый Drive Dealers                | [ 4 ] [ 65 ]       |
| «Beautiful Story»      | 2007 | —     | Satory Seine Noiz                                      | [ 2 ] [ 66 ]       |
| «Colors»               | 2009 | —     | Drive Dealers Jim Pavloff                              | [ 67 ]             |
| «Dance on the Cloud»   | 2007 | Day   | Satory Seine Михаил Малый                              | [ 2 ] [ 4 ]        |
| «Gentle Motive»        | 2007 | Day   | Satory Seine Михаил Малый Noiz                         | [ 2 ] [ 4 ] [ 68 ] |
| «I Love You»           | 2007 | Day   | Satory Seine DJ Sender                                 | [ 2 ] [ 4 ]        |
| «I'm gone»             | 2009 | Day   | Satory Seine Александр Семчук                          | [ 4 ] [ 69 ]       |
| «I Think»              | 2007 | —     | Satory Seine                                           | [ 70 ]             |
| «Kiss You»             | 2007 | —     | Satory Seine DJ Sender                                 | [ 2 ]              |
| «Lazy Girl»            | 2009 | —     | Ugostar daXto                                          | [ 71 ]             |
| «Love Has No Name»     | 2009 | —     | Satory Seine Muttonheads                               | [ 72 ]             |
| «Next Kiss»            | 2008 | Day   | Satory Seine Михаил Малый                              | [ 4 ] [ 73 ]       |
| «No need to rush»      | 2009 | Day   | Satory Seine Михаил Малый                              | [ 4 ]              |
| «One Love»             | 2007 | Day   | Satory Seine Михаил Малый                              | [ 2 ] [ 4 ]        |
| «Side by Side»         | 2009 | Day   | Satory Seine Михаил Малый Vinsent Rio                  | [ 4 ]              |
| «Solarіs»              | 2009 | —     | Satory Seine Vinsent Rio                               | [ 74 ] [ 75 ]      |
| «Someone Like Me»      | 2011 | Day   | Satory Seine Михаил Малый                              | [ 4 ]              |
| «Space migrator»       | 2007 | —     | Satory Seine Drive Dealers Noiz                        | [ 2 ]              |
| «Sparkle of Truth»     | 2007 | —     | Satory Seine DJ Kex                                    | [ 2 ]              |
| «Sweet summer session» | ?    | —     | Satory Seine                                           | [ 76 ]             |
| «Swimming in the Air»  | 2012 | —     | Satory Seine Drive Dealers Noiz                        | [ 77 ]             |
| «Vanity of Vanities»   | 2007 | —     | Satory Seine DJ Noiz                                   | [ 2 ] [ 78 ]       |
| «Voices of the sea»    | 2007 | —     | Satory Seine DJ Noiz                                   | [ 2 ]              |
| «Walking on Air»       | 2010 | —     | Satory Seine                                           | [ 79 ]             |
| «We Can Talk»          | 2007 | —     | Satory Seine Drive Dealers                             | [ 80 ]             |

#### KNOB feat SEINE
Сайд-проект Айны Вильберг, а также гитариста и саунд-продюсера группы «ТОЛ» Сергея Любинского, образованный в 2008 году. В совместном проекте Вильберг выступила автором слов песен, Любинский писал музыку. 28 марта 2009 года дуэт выпустил студийный альбом «Пальне», состоящий из двух частей, представляющих собой шесть инструментальных композиций и шесть композиций с вокалом Айны.
Список инструментальных композиций: «Mute», «Munk», «Screw», «Film3», «Like120bpm», «Retrouth».
| Песня      | Год  | Релиз  | Автор(ы)                      | П     |
| ---------- | ---- | ------ | ----------------------------- | ----- |
| «Відлига»  | 2009 | Пальне | Satory Seine Сергей Любинский | [ 3 ] |
| «Епілог»   | 2009 | Пальне | Satory Seine Сергей Любинский | [ 3 ] |
| «П'янке»   | 2009 | Пальне | Satory Seine Сергей Любинский | [ 3 ] |
| «Пальне»   | 2009 | Пальне | Satory Seine Сергей Любинский | [ 3 ] |
| «Паралелі» | 2009 | Пальне | Satory Seine Сергей Любинский | [ 3 ] |
| «Пароль»   | 2009 | Пальне | Satory Seine Сергей Любинский | [ 3 ] |

### Core Yatis
«Core Yatis» — студийный электронный проект Айны Вильберг и Александра Шульги, образованный в 2012 году. 19 июля 2013 года состоялся релиз одноимённого альбома, выпущенный лейблом «Ultra Vague Recordings». Концепция Core Yatis завязана на концепции девяти планет солнечной системы. Большинство песен написаны на вымышленном языке, несколько английском и одна на русском.
| Песня         | Год  | Релиз      | Автор(ы)                       | П      |
| ------------- | ---- | ---------- | ------------------------------ | ------ |
| «Ana Hia Sou» | 2013 | Core Yatis | Айна Вильберг Александр Шульга | [ 81 ] |
| «Izangto»     | 2013 | Core Yatis | Айна Вильберг Александр Шульга | [ 81 ] |
| «Izytami»     | 2013 | Core Yatis | Айна Вильберг Александр Шульга | [ 81 ] |
| «Nateya»      | 2013 | Core Yatis | Айна Вильберг Александр Шульга | [ 81 ] |
| «Neft»        | 2013 | Core Yatis | Айна Вильберг Александр Шульга | [ 81 ] |
| «Rannet»      | 2013 | Core Yatis | Айна Вильберг Александр Шульга | [ 81 ] |
| «Taina»       | 2013 | Core Yatis | Айна Вильберг Александр Шульга | [ 81 ] |
| «Time»        | 2013 | Core Yatis | Айна Вильберг Александр Шульга | [ 81 ] |
| «Tory»        | 2013 | Core Yatis | Айна Вильберг Александр Шульга | [ 81 ] |

### Апокалиптички
| Песня                | Год  | Релиз    | Автор(ы)                   | П      |
| -------------------- | ---- | -------- | -------------------------- | ------ |
| «Апоколыбельная»     | 2020 | Карнавал | Айна Вильберг Лиза Готфрик | [ 82 ] |
| «Бомба»              | 2020 | Карнавал | Айна Вильберг Лиза Готфрик | [ 83 ] |
| «Гіркий мигдаль»     | 2019 | —        | Айна Вильберг Лиза Готфрик | [ 84 ] |
| «Карнавал»           | 2020 | Карнавал | Айна Вильберг Лиза Готфрик | [ 85 ] |
| «Котик ката»         | 2021 | Карнавал | Айна Вильберг Лиза Готфрик | [ 86 ] |
| «Криминальные девы»  | 2019 | Карнавал | Айна Вильберг Лиза Готфрик | [ 87 ] |
| «Мигдаль»            | 2021 | Карнавал | Айна Вильберг Лиза Готфрик | [ 86 ] |
| «Папин ствол»        | 2019 | Карнавал | Айна Вильберг Дмитрий Гирш | [ 88 ] |
| «Половина першого»   | 2020 | Карнавал | Айна Вильберг Лиза Готфрик | [ 89 ] |
| «Рептилия»           | 2018 | —        | Айна Вильберг Лиза Готфрик | [ 90 ] |
| «Робот»              | 2021 | Карнавал | Айна Вильберг Лиза Готфрик | [ 86 ] |
| «Танцы под прицелом» | 2021 | Карнавал | Айна Вильберг Лиза Готфрик | [ 91 ] |
| «Хуртовина»          | 2018 | —        | Айна Вильберг Лиза Готфрик | [ 92 ] |

### Etwas Unders
| Песня                   | Год  | Релиз        | Автор(ы)      | П     |
| ----------------------- | ---- | ------------ | ------------- | ----- |
| «Амнезія»               | 2005 | Etwas Unders | Айна Вильберг | [ 1 ] |
| «Взаємообмін»           | 2005 | Etwas Unders | Айна Вильберг | [ 1 ] |
| «Відкрита ясна і пуста» | 2005 | Etwas Unders | Айна Вильберг | [ 1 ] |
| «Відстань»              | 2005 | Etwas Unders | Айна Вильберг | [ 1 ] |
| «Коматоз»               | 2005 | Etwas Unders | Айна Вильберг | [ 1 ] |
| «Отрута»                | 2005 | Etwas Unders | Айна Вильберг | [ 1 ] |
| «Спроба»                | 2005 | Etwas Unders | Айна Вильберг | [ 1 ] |
| «Сумніви думки»         | ?    | Etwas Unders | Айна Вильберг | [ 1 ] |
| «Хвора»                 | ?    | Etwas Unders | Айна Вильберг | [ 1 ] |
| «Янголи»                | 2005 | Etwas Unders | Айна Вильберг | [ 1 ] |

### Bazza-R
Группа, организованная Айной Вильберг в 2000 году и до 2002 года называвшаяся «Звуковой барьер», позже получила название «Bazza-R». В списке представлены композиции, записанные в период с 2000 по 2004 годы. В 2004 году группа прекратила существование.
| Песня               | Год | Релиз | Автор(ы)      | П |
| ------------------- | --- | ----- | ------------- | - |
| «Вітер»             | ?   | —     | Айна Вильберг |   |
| «Зачекай»           | ?   | —     | Айна Вильберг |   |
| «Махатма»           | ?   | —     | Айна Вильберг |   |
| «На небі»           | ?   | —     | Айна Вильберг |   |
| «Не поруш»          | ?   | —     | Айна Вильберг |   |
| «Світанок»          | ?   | —     | Айна Вильберг |   |
| «Я такая же как ты» | ?   | —     | Айна Вильберг |   |

### Другие
| Песня                         | Год  | Релиз     | Автор(ы)                 | Проект      | П      |
| ----------------------------- | ---- | --------- | ------------------------ | ----------- | ------ |
| «7 Days» (Acoustic Live)      | 2015 | THE MAUNT | Алекс Форст              | the MAUNT   | [ 93 ] |
| «Carry On» (Acoustic Live)    | 2015 | THE MAUNT | Алекс Форст              | the MAUNT   | [ 93 ] |
| «Old Stories» (Acoustic Live) | 2015 | THE MAUNT | Алекс Форст              | the MAUNT   | [ 93 ] |
| «Waterfall» (Acoustic Live)   | 2015 | THE MAUNT | Алекс Форст              | the MAUNT   | [ 93 ] |
| «Если хочешь, останься»       | 2013 | Магия     | Алексей Малахов          | ВИА Гра     | [ 94 ] |
| «Любовь на всех одна»         | 2013 | Магия     | Алексей Малахов          | ВИА Гра     | [ 94 ] |
| «Магия»                       | 2013 | Магия     | Алексей Малахов          | ВИА Гра     | [ 95 ] |
| «Не отпускай меня»            | 2013 | Магия     | Алексей Малахов          | ВИА Гра     | [ 94 ] |
| «Она далеко»                  | 2013 | Магия     | Алексей Малахов          | ВИА Гра     | [ 94 ] |
| «And sometimes»               | 2010 | —         | Satory Seine Matan Caspi | Risky Doubt | [ 96 ] |
| «Don’t be cruel»              | 2010 | —         | Satory Seine Matan Caspi | Risky Doubt | [ 97 ] |

## Песни, написанные для других исполнителей
| Песня                       | Год  | Релиз           | Автор(ы)                                                    | Исполнитель        | П       |
| --------------------------- | ---- | --------------- | ----------------------------------------------------------- | ------------------ | ------- |
| «Аэропорты»                 | 2014 | —               | Айна Вильберг                                               | BeLucci            | [ 98 ]  |
| «Бэмби»                     | 2016 | Маг-ни-ты       | Айна Вильберг Кристина Бардаш Александр Волощук             | ЛУНА               | [ 99 ]  |
| «Вдвойне»                   | 2019 | СИЛА            | Айна Вильберг Ольга Горбачёва                               | Ольга Горбачёва    | [ 100 ] |
| «Ветрам»                    | 2016 | —               | Айна Вильберг                                               | Ученики High Up    | [ 101 ] |
| «Виграй»                    | 2015 | Первая четверть | Айна Вильберг Лиза Готфрик                                  | ЛУНА               | [ 102 ] |
| «Вода»                      | 2019 | Серцебиття      | Айна Вильберг                                               | KUPTSOVA           | [ 103 ] |
| «Герой»                     | 2016 | —               | Айна Вильберг Андрей Царь                                   | TSAR project       | [ 104 ] |
| «Давай покурим на прощание» | 2020 | —               | Айна Вильберг Юлиана Купцова                                | KUPTSOVA           | [ 105 ] |
| «Дерево»                    | 2019 | СИЛА            | Айна Вильберг Ольга Горбачёва                               | Ольга Горбачёва    | [ 106 ] |
| «Джули»                     | 2020 | —               | Айна Вильберг                                               | KUPTSOVA           | [ 107 ] |
| «Динаміт»                   | 2019 | Серцебиття      | Айна Вильберг                                               | KUPTSOVA           | [ 103 ] |
| «Закохалася»                | 2019 | Серцебиття      | Айна Вильберг                                               | KUPTSOVA           | [ 103 ] |
| «Затмение»                  | 2015 | Первая четверть | Айна Вильберг Кристина Бардаш                               | ЛУНА               | [ 102 ] |
| «Кільце»                    | 2019 | СИЛА            | Айна Вильберг Ольга Горбачёва                               | Ольга Горбачёва    | [ 108 ] |
| «Луна»                      | 2015 | Первая четверть | Айна Вильберг Кристина Бардаш Борис Степаненко Лиза Готфрик | ЛУНА               | [ 102 ] |
| «Лучшая в мире»             | 2018 | СИЛА            | Айна Вильберг Ольга Горбачёва Виктория Кот                  | Ольга Горбачёва    | [ 109 ] |
| «Магниты»                   | 2016 | Маг-ни-ты       | Айна Вильберг Кристина Бардаш Александр Волощук             | ЛУНА               | [ 99 ]  |
| «Мальчик, ты снег»          | 2016 | Маг-ни-ты       | Айна Вильберг Апельсиновый Сок Александр Волощук            | ЛУНА               | [ 99 ]  |
| «Мир»                       | 2019 | СИЛА            | Айна Вильберг Ольга Горбачёва Антон Карский                 | Ольга Горбачёва    | [ 110 ] |
| «Мр. Другой»                | 2016 | —               | Айна Вильберг                                               | TSAR project       | [ 111 ] |
| «Не любовь»                 | 2014 | —               | Айна Вильберг                                               | Не Люди            | [ 112 ] |
| «Новый день»                | 2013 | —               | Айна Вильберг                                               | BeLucci            | [ 113 ] |
| «Оля Оля»                   | 2019 | СИЛА            | Айна Вильберг Ольга Горбачёва                               | Ольга Горбачёва    | [ 114 ] |
| «Осень»                     | 2015 | Маг-ни-ты       | Айна Вильберг Кристина Бардаш                               | ЛУНА               | [ 115 ] |
| «Пара ми»                   | 2018 | —               | Айна Вильберг                                               | A.R.M.I.A          | [ 116 ] |
| «Пламя»                     | 2014 | —               | Айна Вильберг                                               | Надежда Грановская | [ 117 ] |
| «Сам на сам»                | 2019 | —               | Айна Вильберг                                               | A.R.M.I.A          | [ 118 ] |
| «Сила»                      | 2019 | СИЛА            | Айна Вильберг Ольга Горбачёва                               | Ольга Горбачёва    | [ 119 ] |
| «Следом за мечтой»          | 2015 | —               | Айна Вильберг                                               | Stasy MJ           | [ 120 ] |
| «Счастье»                   | 2019 | СИЛА            | Айна Вильберг Ольга Горбачёва                               | Ольга Горбачёва    | [ 121 ] |
| «Только ты и я»             | 2016 | Лучшие песни    | Айна Вильберг Натали Дилайс                                 | Дилайс             | [ 122 ] |
| «Тіло»                      | 2019 | Серцебиття      | Айна Вильберг                                               | KUPTSOVA           | [ 103 ] |
| «Хорошие новости»           | 2018 | СИЛА            | Айна Вильберг Ольга Горбачёва                               | Ольга Горбачёва    | [ 123 ] |
| «Чужие мальчики»            | 2020 | —               | Айна Вильберг                                               | ЛУНА               | [ 124 ] |
| «Шлюб»                      | 2019 | СИЛА            | Айна Вильберг Ольга Горбачёва                               | Ольга Горбачёва    | [ 125 ] |
| «Outlander»                 | 2020 | —               | Айна Вильберг Алиса Гурова                                  | Алиса Гурова       | [ 126 ] |

## Статистика
| По авторству     | По авторству |
| ---------------- | ------------ |
| Айна Вильберг    | 186 песен    |
| Никита Будаш     | 10 песен     |
| Михаил Малый     | 10 песен     |
| Лиза Готфрик     | 8 песен      |
| DJ Noiz          | 6 песен      |
| Drive Dealers    | 6 песен      |
| Alexey Drizzit   | 5 песни      |
| DJ Sender        | 2 песни      |
| Vinsent Rio      | 2 песни      |
| Юрий Водолажский | 2 песни      |

| По альбомам        | По альбомам |
| ------------------ | ----------- |
| Day                | 12 песен    |
| Пальне             | 12 песен    |
| Цветочный альбом   | 11 песен    |
| Колокольчик        | 11 песен    |
| Core Yatis         | 9 песен     |
| Шесть жизней назад | 6 песен     |
| Portal             | 5 песен     |
| Суша               | 4 песни     |

| По проектам      | По проектам |
| ---------------- | ----------- |
| AINA             | 86 песен    |
| Satory Seine     | 29 песен    |
| Etwas Unders     | 10 песен    |
| Core Yatis       | 9 песен     |
| Апокалиптички    | 8 песен     |
| Bazza-R          | 7 песен     |
| KNOB feat SEINE  | 6 песен     |
| ВИА Гра          | 5 песен     |
| the MAUNT        | 4 песни     |
| Risky Doubt      | 2 песни     |
| Кавер-версии     | 2 песни     |
| Инструментальные | 3 песни     |

| Для других исполнителей | Для других исполнителей |
| ----------------------- | ----------------------- |
| Ольга Горбачёва         | 10 песен                |
| ЛУНА                    | 8 песен                 |
| KUPTSOVA                | 5 песен                 |
| A.R.M.I.A               | 2 песни                 |
| BeLucci                 | 2 песни                 |
| TSAR project            | 2 песни                 |
| Алиса Гурова            | 1 песня                 |
| Дилайс                  | 1 песня                 |
| Надежда Грановская      | 1 песня                 |
| Не Люди                 | 1 песня                 |
| Stasy MJ                | 1 песня                 |
| Ученики High Up         | 1 песня                 |
| Всего                   | 36 песен                |